# Невоље са Харијем
Невоље са Харијем (енгл. The Trouble with Harry) је америчка црна комедија из 1955. године, режисера Алфреда Хичкока. Сценарио Џона Мајкла Хејза заснован је на роману Џека Тревора Сторија из 1950. године. Главне улоге тумаче Едмунд Гвен, Џон Форсајт, Ширли Маклејн (у свом филмском дебију), Милдред Натвик, Милдред Данок, Џери Метерс и Ројал Дејно. Филм је издат у Сједињеним Државама 30. септембра 1955. године, а затим поново објављен 1984. након што је Universal Pictures стекао права на дистрибуцију.
Радња филма одвија се током јесени пуне сунца у малом месту у Вермонту. Јесење лишће и прелепи пејзажи око села, као и светлошћу испуњена партитура Бернарда Хермана, дају идиличан тон. Прича говори о томе како деветоро становника овог села реагује када се на падини брда нађе леш човека по имену Хари. Филм, међутим, није мистерија убиства, већ лагана драмедија са дозом романтике, у којој леш служи као Мекгафин. Четири мештана на крају раде заједно на решавању проблема шта да раде са Харијем. Током овога, млађе двоје (уметник и веома млада, двострука удовица) заљубљују се и постају пар, који ће се ускоро венчати. Заљубљују се и старије двоје (капетан и уседелица).
Филм је био једна од ретких Хичкокових правих комедија (иако је већина његових филмова имала неки елемент ироничног или језивог хумора). Филм је садржао и оно што је за то време био искрен дијалог. Један пример овога је када лик Џона Форсајта без стида каже Маклејнином лику да би желео да наслика њен наги портрет. Изјава је била изузетно експлицитна у поређењу са осталим филмовима тог времена.

## Радња
Необични, али приземни становници малог засеока Хајвотер у Вермонту суочени су са свежим лешом Харија Ворпа, који се незгодно појавио на падини изнад града. Поставља се питање ко је та особа, ко је одговоран за његову изненадну смрт и шта треба учинити са телом.
Капетан Вајлс је сигуран да је убио човека залуталим метком из своје пушке док је ловио, док се не испостави да је убио зеца. Џенифер Роџерс, Харијева отуђена супруга, верује да је убила Харија јер га је снажно ударила флашом млека. Госпођица Грејвли је сигурна да је он умро након што је ударио у пету њене планинарске чизме када је насрнуо на њу из жбуња, док се још увек повијао од ударца који је задобио од Џенифер. Сем Марлоу, атрактиван и неконформистички уметник, отвореног је ума у вези са целим догађајем, и спреман је да помогне комшијама и новостеченим пријатељима на било који начин. У сваком случају, нико није узнемирен због Харијеве смрти.
Међутим, сви се надају да тело неће привући пажњу „власти” у виду хладног, озбиљног заменика шерифа Калвина Вигса, који зарађује за живот од хапшења. Капетан, Џенифер, госпођица Грејвли и Сем сахрањују тело, а затим га поново ископавају неколико пута током дана. Затим сакривају тело у каду пре него што га коначно врате на брдо где се први пут појавило, како би изгледало као да је тек откривено.
Коначно се сазнаје да је Хари умро природном смрћу; никаква прљава игра није била укључена. У међувремену, Сем и Џенифер су се заљубили и желе да се венчају, а капетан и госпођица Грејвли су такође постали пар. Сем је успео да прода све своје слике милионеру у пролазу, иако је одбио новац, и уместо тога тражио неколико једноставних поклона за своје пријатеље и себе.

## Улоге
| Глумац         | Улога                       |
| -------------- | --------------------------- |
| Едмунд Гвен    | капетан Алберт Вајлс        |
| Џон Форсајт    | Сем Марлоу                  |
| Ширли Маклејн  | Џенифер Роџерс              |
| Милдред Натвик | Ајви Грејвли                |
| Милдред Данок  | госпођа Вигс                |
| Џери Метерс    | Арни Роџерс                 |
| Ројал Дејно    | заменик шерифа Калвин Вигс  |
| Паркер Фенели  | милионер                    |
| Бери Маколум   | скитница                    |
| Двајт Марфилд  | др Гринбоу                  |
| Филип Трукс    | Хари Ворп (леш, непотписан) |

## Продукција
Филм је највећим делом сниман у Крафтсберију, Вермонт. Под претпоставком да ће град бити у пуном лишћу, филмска екипа је договорила снимање на отвореном 27. септембра 1954. године. На њихов шок, готово да није било лишћа; да би се постигао пун ефекат, лишће је залепљено на дрвеће. Неколико сцена у филму је морало бити снимљено у изнајмљеној средњошколској фискултурној сали због упорне кише. У фискултурној сали је камера од 226 килограма пала са велике висине и једва промашила Хичкока, а звук кише на крову теретане захтевао је опсежно поновно снимање у постпродукцији. Друге локације су укључивале Морисвил и Баре, при чему је снимање трајало до децембра те године. Комплетни детаљи о снимању филма налазе се у књизи Стивена Дерозе Писање са Хичкоком.
Слике лика Сема Марлоуа насликао је амерички апстрактни експресионистички уметник Џон Ферен, који је био присутан током главног снимања у Вермонту. Док је био тамо, подучавао је Џона Форсајта исправној техници сликања за његов рад у филму. Хичкок је био посебно заинтересован за Ференов рад, због његове живописне употребе боја, за које је мислио да ће бити у складу са јесењим бојама Нове Енглеске. Скицу леша, Харија Ворпа, на локацији је урадила Ференова супруга, Реј Ферен, такође ликовна уметница. Хичкок и Ферен су веома уживали у сарадњи, и као резултат овог првог заједничког пројекта, он је позван неколико година касније да дизајнира језгро „специјалне секвенце” за Хичкоков филм Вртоглавица из 1958. године. Панорамски цртеж за уводну шпицу урадио је Сол Стајнберг.
Алфред Хичкок, као и у већини својих филмова, ове има камео улогу. Он се може видети на 22. минуту филма како пролази поред паркиране лимузине док милионер гледа слике за продају на штанду поред пута.
Леш, Харија Ворпа, играо је Филип Трукс, који је био син карактерног глумца Ернеста Трукса.

### Заслуге за продукцију
- Режисер − Алфред Хичкок
- Продуцент − Херберт Колман (продуцент сарадник)
- Сценарио − Џон Мајкл Хејз
- Кинематографија − Роберт Беркс (директор фотографије)
- Уметничка режија − Хал Переира и Џон Гудман (уметничка режија), Сем Комер и Емил Кури (декорација сетова)
- Консултант за филмове у боји − Ричард Милер
- Монтажа − Алма Макрори
- Специјални ефекти − Џон П. Фултон
- Помоћни режисер − Хауард Џослин
- Костими − Едит Хед
- Шминка − Воли Вестмор
- Звук − Харолд Луис и Винстон Леверет (снимање звука)
- Музика − Бернард Херман

## Музика
Овај филм је значајан у Хичкоковој каријери јер је означио прву од неколико високо цењених сарадњи са композитором Бернардом Херманом. У интервјуу за The New York Times 18. јуна 1971. Хичкок је изјавио да му је музика овог филма најдража међу свим осталим партитурама његових филмова. Херман је поново снимио нови аранжман најзанимљивијих делова музике филма за Phase 4 Stereo, а Херман је аранжман назвао Портрет Хича.
Песму коју је певао лик Џона Форсајта, „Flaggin' the Train to Tuscaloosa”, написао је Рејмонд Скот. Форсајт, међутим, није извођач.
Песму „The Trouble with Harry” написао је Флојд Хадлстон са Хербом Вајсманом и Марком Мекинтајром. Снимак песме Роса Багдасаријана Старијег (под псеудонимом „Алфи и Хари”) објављен је као сингл почетком 1956. године, достигавши 44. место на америчкој Билборд листи и 15. место на листи синглова у Уједињеном Краљевству. Конкурентска верзија Леса Бакстера достигла је 80. место на Билборд листи. Осим наслова, плоча није имала никакве везе са филмом.

### Поновно издање 1998.
Првобитно објављен 3. октобра 1955, оригинални саундтрек је поново снимљен 1998. и објављен на CD-у исте године, под ознаком Varèse Sarabande. Сва оригинална музика, коју је компоновао Бернард Херман, поново је снимљена у Градској концертној дворани у Глазгову 29. априла 1998. године, у извођењу Краљевског шкотског националног оркестра, под вођством Џоела Макнилија.
Поновно издање је првобитно објављено на CD-у у Уједињеном Краљевству 27. јула 1998. и у Сједињеним Државама 6. октобра 1998. године. Касније је поново објављено у УК 16. маја 2014. и у САД 21. јула 2014. године.

### Листа нумера
Сву музику компоновао је Бернард Херман, дириговао Џоел Макнили и извео Краљевски шкотски национални оркестар.
| №               | Назив               | Трајање |  |
| 1.              | Overture            | 1:24    |  |
| 2.              | Autumn              | 0:54    |  |
| 3.              | The Murder          | 0:56    |  |
| 4.              | The Captain         | 1:44    |  |
| 5.              | The Body            | 1:24    |  |
| 6.              | Miss Gravely's Test | 0:38    |  |
| 7.              | Jennifer            | 0:53    |  |
| 8.              | The Doctor          | 1:01    |  |
| 9.              | The Tramp           | 1:37    |  |
| 10.             | The Cup             | 1:04    |  |
| 11.             | Autumn Afternoon    | 0:52    |  |
| 12.             | The Sketch          | 1:51    |  |
| 13.             | The Doctor's Return | 1:09    |  |
| 14.             | The Police          | 0:47    |  |
| 15.             | The Country Road    | 0:53    |  |
| 16.             | Tea Time            | 1:40    |  |
| 17.             | The Burial          | 1:27    |  |
| 18.             | Waltz Macabre       | 1:24    |  |
| 19.             | Waltz Reprise       | 0:42    |  |
| 20.             | Valse Lent          | 2:21    |  |
| 21.             | Miss Gravely Digs   | 0:37    |  |
| 22.             | Homebodies          | 1:29    |  |
| 23.             | The Closet          | 0:25    |  |
| 24.             | Harvest Eve         | 0:45    |  |
| 25.             | The Phantom Coach   | 1:09    |  |
| 26.             | The Walk            | 0:37    |  |
| 27.             | The Wish            | 0:40    |  |
| 28.             | Proposal            | 1:13    |  |
| 29.             | Suspicion           | 1:01    |  |
| 30.             | Porch Talk          | 1:05    |  |
| 31.             | Duo                 | 1:25    |  |
| 32.             | Ostinato            | 1:05    |  |
| 33.             | Encore              | 0:47    |  |
| 34.             | Cortege             | 0:49    |  |
| 35.             | Slumber             | 0:31    |  |
| 36.             | Afterbeats          | 0:42    |  |
| 37.             | The Bathtub         | 0:40    |  |
| 38.             | Confession          | 0:50    |  |
| 39.             | The Solution        | 0:54    |  |
| 40.             | Finale              | 1:45    |  |
| Укупно трајање: | Укупно трајање:     | 42:13   |  |

## Пријем
Светска премијера филма одржана је у Вермонту (где је снимљен), а приход је дониран жртвама недавне поплаве.
Критике у време изласка биле су помешане до позитивне. Босли Краутер је у помешаној рецензији за The New York Times написао: „Није нарочито духовит или паметан сценарио који је Џон Мајкл Хејз саставио из романа Џека Тревора Сторија, нити га режија господина Хичкока покреће. Темпо је лежеран, скоро успорен, а хумор је често натегнут... Али све време поседује благу и меку веселост. госпођице Маклејн”. Часопис Variety је назвао филм „срећном малом комедијом”, а Едмунда Гвена „ужитком” у главној улози. Harrison's Reports назвао га је „чудним филмом ван ритма, добро режираним и одглумљеним и прилично забавним током целог трајања”, иако је у рецензији упозорено да би „можда био примљен са помешаном реакцијом публике” због теме. Ричард Л. Коу из The Washington Post-а назвао је филм „необичном — пенушавом јабуковачом прошараном арсеном и гранчицом отровног бршљана. Иако могу препознати његове недостатке, морам признати да ме је скоро напио перверзним задовољством.” The Monthly Film Bulletin назвао је филм „ноар комедијом која бриљантно одржава своју несигурну равнотежу између хумора и лошег укуса”, додајући: „Хумор је тихе и концентрисане врсте, са лешом проблематичног Харија који се упорно држи у првом плану, а оштроумно духовити сценарио Џона Мајкла Хејза пружа могућности Хичкоку за неку типично духовиту сабласну и подругљиву измишљотину.” Џон Макартен из The New Yorker-а имао је негативно мишљење, пишући: „Алфред Хичкок, чији рад је ишао константо низбрдо откако је стигао у Холивуд, клизи до бесмислених дубина у Невољама са Харијем.”
Филм је био разочарење на благајнама, зарадивши само 3,5 милиона долара у Сједињеним Државама. Иако је филм доживео финансијски неуспех у САД, приказивао се годину дана у Енглеској и Риму, а годину и по у Француској.
Филмска права су враћена Хичкоку након његовог првобитног објављивања. Било је мало приказивања скоро 30 година, осим емитовања путем маратона Saturday Night at the Movies на телевизијској мрежи NBC, који је емитован почетком 1960-их, иако је било неких позоришних представа 1963. године. Након дужег времена у преговорима са Хичкоковим имањем, Universal Pictures га је поново издао 1983. заједно са филмовима Прозор у двориште, Вртоглавица и Човек који је превише знао, што је заузврат довело до издања на VHS, DVD и Blu-ray форматима.